# Potap Kuzmič Zajkov
Potap Kuzmič Zajkov (rusky Потап Кузьмич Зайков) (18. století? Ruské impérium – 1791 Unalaška) byl ruský cestovatel, kartograf a navigátor, který je známý především svými obchodními cestami v oblasti Beringova moře a Aljašského zálivu.

## Životopis

### První výprava
V historických záznamech je poprvé zmíněný až v roce 1772, kdy se stal kapitánem lodi Svatý Vladimir, plavící se ve službách bratrů Panovových, v jejichž službách se plavil i další známý mořeplavec a obchodník s kožešinami Jevstratij Ivanovič Delarov. Spolu se Zajkovem se na lodi Svatý Vladimír plavilo i další 57 Rusů a 10 Jakutů. Jejich první cesta vedla z Ochotsku na Kamčatku, kde přezimovali v blízkosti ústí řeky Vorovskaja. Následující rok jejich plavba pokračovala do Druhého kurilského průlivu, který odděluje ostrovy Šumšu a Paramušir. V červenci téhož roku připluli k Blízkým ostrovům, zde Zajkov popsal přírodu, podnebí a zaznamenal i zeměpisnou polohu ostrovů Mednyj a Attu.. Na ostrově Attu se výprava zdržela až do července roku 1776. Zatímco se Zajkov věnoval vědecké praci, další členové výpravy se věnovali lovu divokých zvířat a zpracování kožešin. Deset dalších mužů bylo přepraveno na ostrov Agattu, kde vybudovali další základnu pro získávání kožešin.
V červenci 1776 se vydali na další cestu. Již následující měsíc dopluli k ostrovu Unimak, z něhož si vytvořili operační základnu až do května 1778. Zajkov na Unimaku navázal vztahy s domorodými Aleuty, kteří měli dobré vztahy i s dalšími domorodci na Aljašském poloostrově. Svojí taktikou a diplomacií si na ostrově vynutil jasak od 89 Aleutů, zároveň přinutil domorodé obyvatelstvo k vazalství na Ruské říši, čímž si zajistil každoroční jasak. Když anglický kapitán James Cook doplul o několik měsíců později na Unimak, domorodci mu hlásili, že doplul do Ruska.
Z Unimaku výprava plula na ostrov Isanoku, který Zajkov podrobně popsal, stejně jako nedaleké ostrovy Sanak, Unginu a Kodiak. Na zpáteční cestě na Sibiř výprava přezimovala na ostrově Unimak. Následující rok se zastavili na ostrově Agattu, aby vyzvedli 10 mužů, kteří zde v roce 1776 zůstali, aby se věnovali sběru kožešin. Výprava poté pokračovala přes Komandorské ostrovy a 6. září 1779 doplula do Ochotsku. Během celé výpravy zemřelo 12 členů posádky. Zajkov v podobě jasaku dovezl přes 3 800 kožešin mořských vyder, téměř 4 000 liščích kožek, 1 725 kůží lachtanů a 335 mrožích klů. Zisk jeho výpravy dosáhl na ochotském tržišti 165 600 rublů.

### Druhá výprava
Druhá výprava vedená Zajkovem byla ve službách obchodníka z Tuly. Zajkov při ní velel lodi Svatý Pavel, jejíž posádku tvořila sedmdesátičlenná posádka obchodníků a lovců. Výprava vyplula z Ochotsku v roce 1781 a přezimovala na Beringově ostrově. Následující rok na jaře vyplula k Liščím ostrovům, kde zahájila čilý obchod s domorodými Aleuty.
Poptávka po kožešinách z Aleutských ostrovů byla obrovská a tak si ruští mořeplavci a obchodníci s kožešinami uvědomili, že bude potřeba dalších lovišť. Když od Aleutů slyšeli zvěsti o velké zemi dál na východ, tak se rozhodli hledat nová loviště tímto směrem. Několik kapitánů, mezi nimi i Zajkov a Delarov se spojili do velké výpravy a vypluli na východ. Delarova skupina tří galeot tvořila 192 členů posádky, zatímco Zajkovova skupina měla 300 členů posádky. V té době to byla největší evropská výprava v aljašských vodách. V červenci 1783 Zajkovova skupina zakotvila v Čugačském zálivu, kde došlo k potyčce s domorodými Čugači (tak Rusové po vzoru Aleutů nazývali Eskymáky), která si vyžádala 8 mrtvých členů jeho posádky a tak výprava raději ustoupila zpět k Liščím ostrovům, kde si Zajkov za svou základnu zvolil ostrov Unalaška.
Během jeho působení na Unalašce tento region aktivně zkoumaly lodi Španělské říše. V roce 1788 se zde setkal se španělskými mořeplavci Estebanem José Martínezem, kapitánem lodi La Princesa a Gonzalem Lópezem de Harem, kapitánem z lodi San Carlos, kteří chtěli ostrov prohlásit za španělskou kolonii. Zajkov proti jejich nárokům protestoval a územní nároky si obhájil ve prospěch Ruského impéria.
Na jaře 1791 Potap Zajkov na Unalašce zemřel.

## Rodina
Z rodinných příslušníků je znám pouze jeho bratr Stěpan Kuzmič Zajkov (zemřel 1798), který byl také ruským navigátorem a několik let byl na Aljašce velitelem tvrze svatého Mikuláše.